# عزازیل (شخصیت)
عزازیل (انگلیسی: Azazeal) یک شخصیت خیالی در سریال تلویزیونی هکس است که نقشش را مایکل فاسبندر ایفا نمود.
نام این شخصیت برگرفته از عزازیل در «کتاب خنوخ» است، اما جز شباهت نامی، نزدیکی دیگری به آن ندارد.